# NGC 559
NGC 559 is een open sterrenhoop in het sterrenbeeld Cassiopeia. Het hemelobject ligt ongeveer 4100 lichtjaar van de Aarde verwijderd en werd op 9 november 1787 ontdekt door de Duits-Britse astronoom William Herschel.

## Synoniem
- OCL 322